# Pseudochrysalidina
Pseudochrysalidina es un género de foraminífero bentónico de la familia Chrysalidinidae, de la superfamilia Chrysalidinoidea, del suborden Textulariina y del orden Textulariida. Su especie tipo es Pseudochrysalidina floridana. Su rango cronoestratigráfico abarca el Eoceno.

## Clasificación
Pseudochrysalidina incluye a las siguientes especies:
- Pseudochrysalidina alba †
- Pseudochrysalidina dominicana †
- Pseudochrysalidina eniwetokensis †
- Pseudochrysalidina floridana †

Otra especie considerada en Pseudochrysalidina es:
- Pseudochrysalidina variospira †, de posición genérica incierta